# Gesellschaft der Freunde des neuen Rußland
Die Gesellschaft der Freunde des neuen Rußland (GdF) war eine deutsche Organisation von Intellektuellen in der Weimarer Republik, die die Freundschaft zwischen Deutschland und der Sowjetunion propagierte.

## Allgemein
Die Gründungsversammlung fand am 1. Juni 1923 auf Einladung des Auslandskomitees der Internationalen Arbeiterhilfe für Sowjetrußland statt. Anwesend waren 30 bis 40 Personen, vorwiegend Wissenschaftler und Künstler. Unter ihnen waren Marija Andrejewa und Professor Westphal als Vertreter des Preußischen Kultusministeriums. Zum Sekretär wurde der Schriftsteller Erich Lehmann-Lukas, Sprecher wurde Alfons Paquet. Auf der wenige Tage später stattfindenden „Weltkonferenz für Wirtschaftshilfe und Wiederaufbau Rußlands“ vom 13. bis 26. Juni 1923 wurde die Gründung bekannt gegeben.
Die Gesellschaft organisierte Vortragsabende und Reisen in die Sowjetunion. Die Vortragsabende der Gesellschaft in Berlin fanden im Plenarsaal des Preußischen Herrenhauses statt. Sie arbeitete eng mit der VOKS (Allunionsgesellschaft für kulturelle Verbindung mit dem Ausland) zusammen.
1924 wurde Erich Baron neuer Generalsekretär. Ihm stand ein Arbeitsausschuss zur Seite bestehend aus:
- Helene Stöcker (1869–1943), Frauenrechtlerin, Sexualreformerin, Pazifistin und Publizistin
- Max Osborn (1870–1946), Kunstkritiker und Journalist
- Franz Hilker (1881–1969), Pädagoge
- Eduard Fuchs (1870–1940), Kulturwissenschaftler, Historiker, Schriftsteller und Kunstsammler

Die Gesellschaft gab die illustrierte Zeitung „Das neue Russland“ (DnR) heraus, welche aus der „Neuen Kultur-Korrespondenz“ der Internationalen Arbeiterhilfe hervorging. Sie erschien in 3000, später 5000 Exemplaren. Davon wurden 1000 unentgeltlich an die Mitglieder abgegeben, 1000 waren Werbeexemplare, 1000 wurden verkauft.
1927 erhielt die GdF aus der Sowjetunion 400 Dollar monatlich.
1924/25 entstand mit der „Deutschen Gesellschaft zum Studium Osteuropas“ eine übermächtige Konkurrenz.
Die GdF wurde seit ihrer Gründung von der Polizei überwacht. Das Polizeipräsidium Berlin schätzte sie als „maskiertes bolschewistisches Unternehmen“ ein.

## Mitglieder
Die Gesellschaft hatte etwa 1500 Mitglieder. Nach dem deutschen Vorbild wurden bis 1931 42 identische Gesellschaften in 17 Ländern gegründet, die im Schnitt 300 bis 400 Mitglieder hatten. Alle Gesellschaften zusammen hatten 1930 etwa 6000 Mitglieder. Die Aktivität blieb wie auch bei der deutschen Gesellschaft meist auf die Hauptstadt beschränkt.
Mitglieder waren unter anderen:
| - Albert Einstein (1879–1955), Physiker - Thomas Mann (1875–1955), Schriftsteller - Heinrich Mann (1871–1950), Schriftsteller - Bernhard Kellermann (1879–1951), Schriftsteller - Ernst Rowohlt (1887–1960), Verleger - Samuel Fischer (1859–1934), Verleger - Herwarth Walden (1878–1941), Galerist - Johannes R. Becher (1891–1958), Dichter und Politiker - Anna Seghers (1900–1983), Schriftstellerin - Egon Erwin Kisch (1885–1948), Schriftsteller, Journalist und Reporter - Ludwig Renn (1889–1979), Schriftsteller - Alfred Döblin (1878–1957), Psychiater und Schriftsteller - Franz Werfel (1890–1945), Schriftsteller - Ernst Toller (1893–1939), Schriftsteller, Dramatiker und Politiker | - Paul von Schoenaich (1866–1954), Generalmajor - Oskar Vogt (1870–1959), Hirnforscher - Franz Oppenheimer (1864–1943), Arzt, Soziologe und Nationalökonom - Karl Stählin (1865–1939), Historiker - Edwin Redslob (1884–1973), Kunsthistoriker, Kulturpolitiker, Publizist und Universitätsrektor - Ludwig Haas (1875–1930), Rechtsanwalt und Politiker - Georg Graf von Arco (1869–1940), Physiker - Paul Löbe (1875–1967), Politiker - Erich Obst (1886–1981), Geograph, Theoretiker der Geopolitik und Hochschullehrer - Adolf Grabowsky (1880–1969), Politikwissenschaftler, Theoretiker der Geopolitik und Schriftsteller - Otto Nagel (1894–1967), Maler - Alfred Dreifuß (1902–1993), Dramaturg und Regisseur - Ludwig Hopf (1884–1939), Mathematiker |